# Eulemur albocollaris
Espèce
Statut CITES
Le Lémur à collier blanc (Eulemur albocollaris) est un primate lémuriforme de la famille des Lemuridae. Comme tous les lémuriens, il est endémique à l'île de Madagascar.

## Classification
De récentes données génétiques et morphologiques ont suggéré que le taxon E. albocollaris était en fait un synonyme de E. cinereiceps.
Ce taxon était anciennement considéré comme une sous-espèce d'Eulemur fulvus (Eulemur fulvus albocollaris).